# Championnats de France d'athlétisme 2010
Navigation
Championnats 2009 Championnats 2011
Les Championnats de France d'athlétisme « Élite » 2010 ont eu lieu du 8 au 10 juillet 2010 au stade Georges-Pompidou de Valence.

## Faits marquants
Lors du concours de saut à la perche masculin, Renaud Lavillenie s'impose en réalisant 5,94 m, soit la meilleure performance mondiale de l'année. Le 100 mètres et le 200 mètres voient Christophe Lemaitre s'imposer en réalisant deux records de France. Du côté féminin, Fanjanteino Félix réalise le doublé 800 mètres - 1 500 mètres et Muriel Hurtis-Houairi qui fut championne de France du 200 mètres en 2008 s'impose cette fois-ci sur 400 mètres.

## Palmarès

### Hommes
| Épreuves                     | Or                              | Argent                                    | Bronze                                  |
| ---------------------------- | ------------------------------- | ----------------------------------------- | --------------------------------------- |
| 100 m Vent : + 1,3 m/s       | Christophe Lemaitre 9 s 97 NR   | Martial Mbandjock 10 s 08                 | Ronald Pognon 10 s 34                   |
| 200 m Vent : + 1,2 m/s       | Christophe Lemaitre 20 s 16 NR  | David Alerte 20 s 55                      | Pierre-Alexis Pessonneaux 20 s 95       |
| 400 m                        | Leslie Djhone 45 s 45           | Yannick Fonsat 45 s 71                    | Teddy Venel 45 s 92                     |
| 800 m                        | Hamid Oualich 1 min 49 s 04     | Jeff Lastennet 1 min 50 s 03              | Kamal Saidi 1 min 50 s 25               |
| 1 500 m                      | Yoann Kowal 3 min 45 s 04       | Florian Carvalho 3 min 45 s 13            | Jamal Aarrass 3 min 45 s 24             |
| 5 000 m                      | Nouredine Smail 14 min 07 s 62  | Yohan Durand 14 min 08 s 07               | Morhad Amdouni 14 min 08 s 55           |
| 10 000 m marche              | Yohann Diniz 40 min 17 s 83     | Kévin Campion 41 min 14 s 14              | Bertrand Moulinet 42 min 50 s 45        |
| 110 m haies Vent : + 1,5 m/s | Dimitri Bascou 13 s 42          | Thomas Martinot-Lagarde 13 s 56           | Bano Traore 13 s 57                     |
| 400 m haies                  | Fadil Bellaabouss 49 s 13       | Héni Kechi 49 s 65                        | Sébastien Maillard 50 s 22              |
| 3 000 m steeple              | Bouabdellah Tahri 8 min 30 s 46 | Mahiedine Mekhissi-Benabbad 8 min 30 s 53 | Vincent Zouaoui-Dandrieux 8 min 37 s 17 |
| Saut en hauteur              | Mickaël Hanany 2,25 m           | Fabrice Saint-Jean 2,21 m                 | Abdoulaye Diarra 2,21 m                 |
| Saut à la perche             | Renaud Lavillenie 5,94 m WL     | Damiel Dossevi 5,75 m =PB                 | Romain Mesnil 5,70 m                    |
| Saut en longueur             | Salim Sdiri 8,28 m              | Kafétien Gomis 8,19 m                     | Frédéric Erin 8,10 m                    |
| Triple saut                  | Teddy Tamgho 17,64 m            | Benjamin Compaoré 17,28 m                 | Jules Lechanga 16,84 m                  |
| Lancer du poids              | Yves Niaré 19,90 m              | Gaëtan Bucki 19,39 m                      | Tumatai Dauphin 18,73 m                 |
| Lancer du disque             | Jean-François Aurokiom 60,09 m  | Jean-Claude Retel 59,00 m                 | Stéphane Marthely 57,73 m               |
| Lancer du marteau            | Nicolas Figère 77,24 m          | Jérôme Bortoluzzi 74,19 m                 | Frédérick Pouzy 73,90 m                 |
| Lancer du javelot            | Jérôme Haeffler 80,37 m         | Bérenger Demerval 74,78 m                 | Vitolio Tipotio 74,62 m                 |
| Décathlon                    | Florian Geffrouais 8 057 points | Franck Logel 7 831 points                 | Quentin Jammier 7 643 points            |

### Femmes
| Épreuves                     | Or                                  | Argent                            | Bronze                              |
| ---------------------------- | ----------------------------------- | --------------------------------- | ----------------------------------- |
| 100 m Vent : + 3,2 m/s       | Véronique Mang 11 s 16              | Christine Arron 11 s 27           | Myriam Soumaré 11 s 32              |
| 200 m Vent : + 0,9 m/s       | Lina Jacques-Sébastien 22 s 86      | Myriam Soumaré 23 s 02            | Nelly Banco 23 s 24                 |
| 400 m                        | Muriel Hurtis-Houairi 51 s 82       | Virginie Michanol 52 s 92         | Floria Gueï 53 s 00                 |
| 800 m                        | Fanjanteino Félix 2 min 03 s 28     | Linda Marguet 2 min 03 s 68       | Clarisse Moh 2 min 05 s 06          |
| 1 500 m                      | Fanjanteino Félix 4 min 18 s 71     | Hind Dehiba 4 min 18 s 88         | Latifa Essarokh 4 min 20 s 50       |
| 5 000 m                      | Karine Pasquier 16 min 48 s 68      | Hélène Guet 16 min 52 s 56        | Patricia Lossouarn 16 min 55 s 10   |
| 10 000 m marche              | Christine Guinaudeau 48 min 56 s 81 | Anne-Gaelle Retout 50 min 23 s 41 | Sandra Mitrovic 50 min 50 s 32      |
| 100 m haies Vent : + 1,0 m/s | Aisseta Diawara 13 s 21             | Aurore Ruet 13 s 22               | Lucile Berliat 13 s 42              |
| 400 m haies                  | Dora Jemaa-Amirouche 57 s 50        | Peggy Babin 58 s 55               | Aurore Kassambara 58 s 82           |
| 3 000 m steeple              | Sophie Duarte 9 min 52 s 07         | Hassna Taboussi 10 min 28 s 46    | Anne-Cécile Thévenot 10 min 30 s 22 |
| Saut en hauteur              | Melanie Melfort 1,86 m              | Nina Manga 1,83 m                 | Sandrine Champion 1,80 m            |
| Saut à la perche             | Télie Mathiot 4,35 m                | Sandra Ribeiro-Homo 4,30 m        | Maria Ribeiro-Tavares 4,25 m        |
| Saut en longueur             | Éloyse Lesueur 6,71 m               | Eunice Barber 6,60 m              | Narayane Dossevi 6,47 m             |
| Triple saut                  | Nelly Tchayem 13,76 m               | Nathalie Marie-Nely 13,47 m       | Sokhna Gallé 13,43 m                |
| Lancer du poids              | Laurence Manfredi 17,91 m           | Jessica Cérival 17,74 m           | Myriam Lixfe 15,46 m                |
| Lancer du disque             | Irène Donzelot 53,89 m              | Pauline Pousse 53,09 m            | Christelle Bornil 52,93 m           |
| Lancer du marteau            | Stéphanie Falzon 73,05 m            | Manuela Montebrun 69,14 m         | Amélie Perrin 67,35 m               |
| Lancer du javelot            | Alexia Kogut-Kubiak 54,76 m         | Sephora Bissoly 50,98 m           | Annaelle Fournier 50,68 m           |
| Heptathlon                   | Marisa De Aniceto 6 009 points      | Yassmina Omrani 5 970 points      | Blandine Maisonnier 5 867 points    |